# (10137) Thucydides
(10137) Thucydides (1993 PV6) – planetoida z pasa głównego asteroid okrążająca Słońce w ciągu 3,9 lat w średniej odległości 2,48 j.a. Odkryta 15 sierpnia 1993 roku.